# Tinda javana
Tinda javana är en tvåvingeart som först beskrevs av Macquart 1838.  Tinda javana ingår i släktet Tinda och familjen vapenflugor. Inga underarter finns listade i Catalogue of Life.